# 傑夫·肯尼
傑夫·肯尼（英語：Jeff Kinney，1971年2月19日—）是一位美國作家和漫畫家，出生於馬里蘭州華盛頓堡。他是知名漫畫作品遜咖日記的天才。

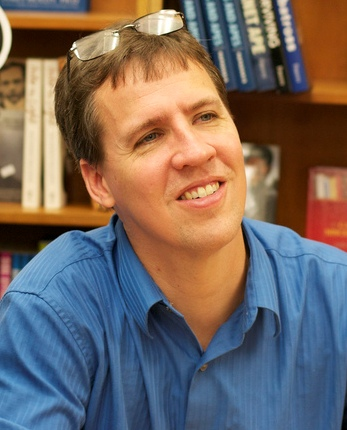
傑夫·肯尼（2011年）

傑夫·肯尼畢業於馬里蘭大學。1998年起，他開始創作關於一個名為格雷·海夫利（Greg Heffley）、常將日常生活記錄於日記當中的一個中學生的故事。2004年傑夫·肯尼將作品上傳至網路上，取名《遜咖日記》（Diary of a Wimpy Kid）。在2006年舉辦的第一屆紐約漫畫展，傑夫·肯尼與艾伯蘭書商簽約，《遜咖日記》正式出版。